# Coronille des jardins
Hippocrepis emerus
Espèce
Classification phylogénétique
La coronille des jardins ou coronille arbrisseau (Hippocrepis emerus syn. Coronilla emerus) est une espèce de plantes à fleurs de la famille des Fabacées. C'est un arbrisseau originaire d'Europe parfois planté dans les jardins.

## Description
C'est un arbuste plutôt arbrisseau de 50 cm à 1,8 m de haut, qui pousse à l'état sauvage en Europe. Les fleurs sont jaunes, groupées par 2 à 5.
Les jeunes rameaux sont glabres, anguleux et durs, avec des côtes longitudinales, point crucial qui le différencie du Baguenaudier (Colutea arborescens) qui lui a ses jeunes rameaux arrondis et pubescents.
Les feuilles sont composées de 5 à 9 folioles de forme ovale. La base de celles-ci sont en coin à l’inverse du Baguenaudier dont les folioles sont arrondies.

### Caractéristiques
Organes reproducteurs
- Couleur dominante des fleurs : jaune
- Période de floraison : mai-octobre
- Inflorescence : ombelle simple
- Sexualité : hermaphrodite
- Ordre de maturation :
- Pollinisation : entomogame

Graine
- Fruit : gousse articulée, longue et étroite, de teinte noirâtre.
- Dissémination : épizoochore

Habitat et répartition
- Habitat type : fourrés arbustifs médioeuropéens, planitiaires-montagnards, mésotrophiles, basophiles
- Aire de répartition : européen méridional

Données d'après : Julve, Ph., 1998 ff. - Baseflor. Index botanique, écologique et chorologique de la flore de France. Version : 23 avril 2004.

## Liens externes

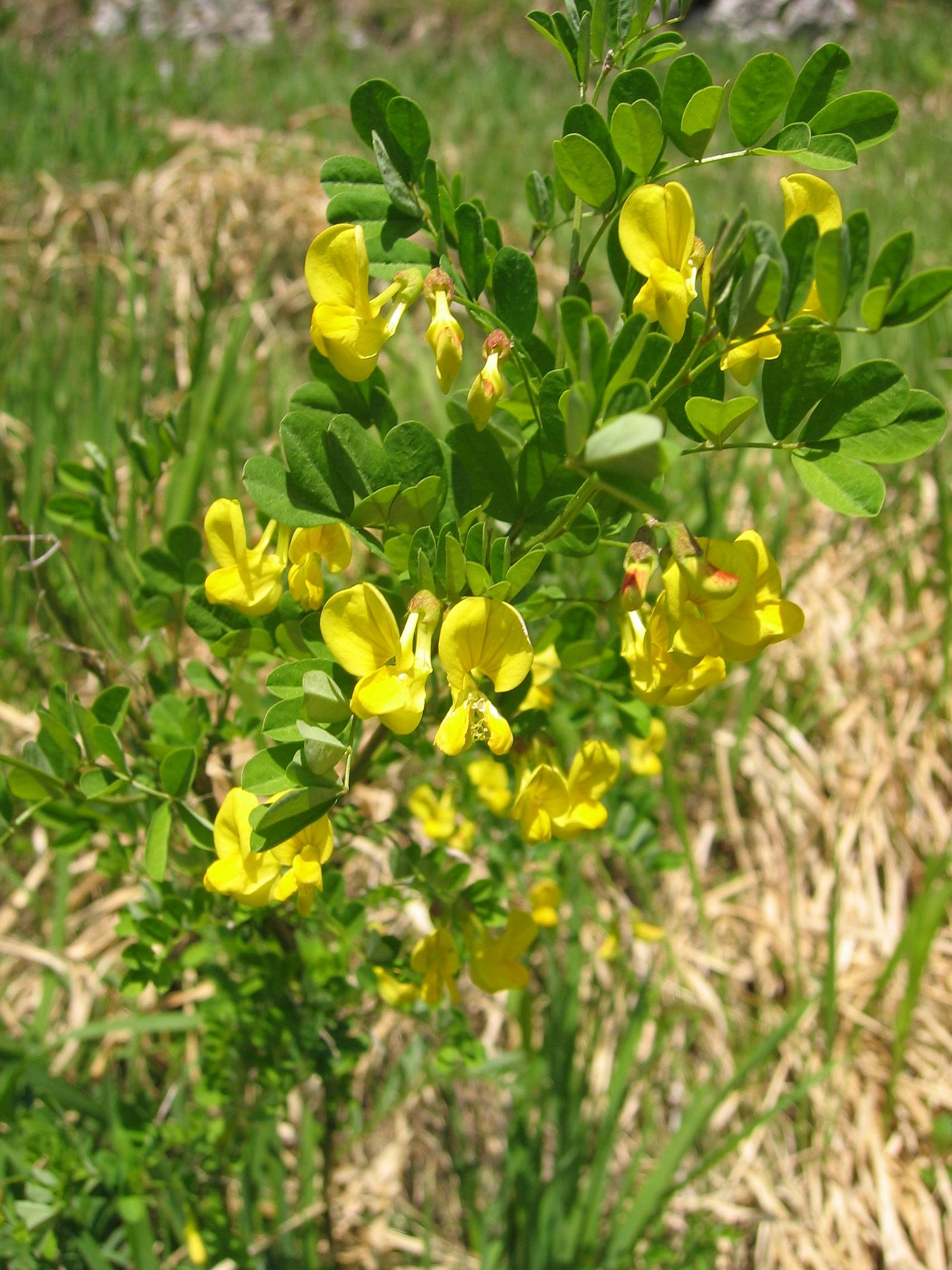
Hippocrepis emerus.

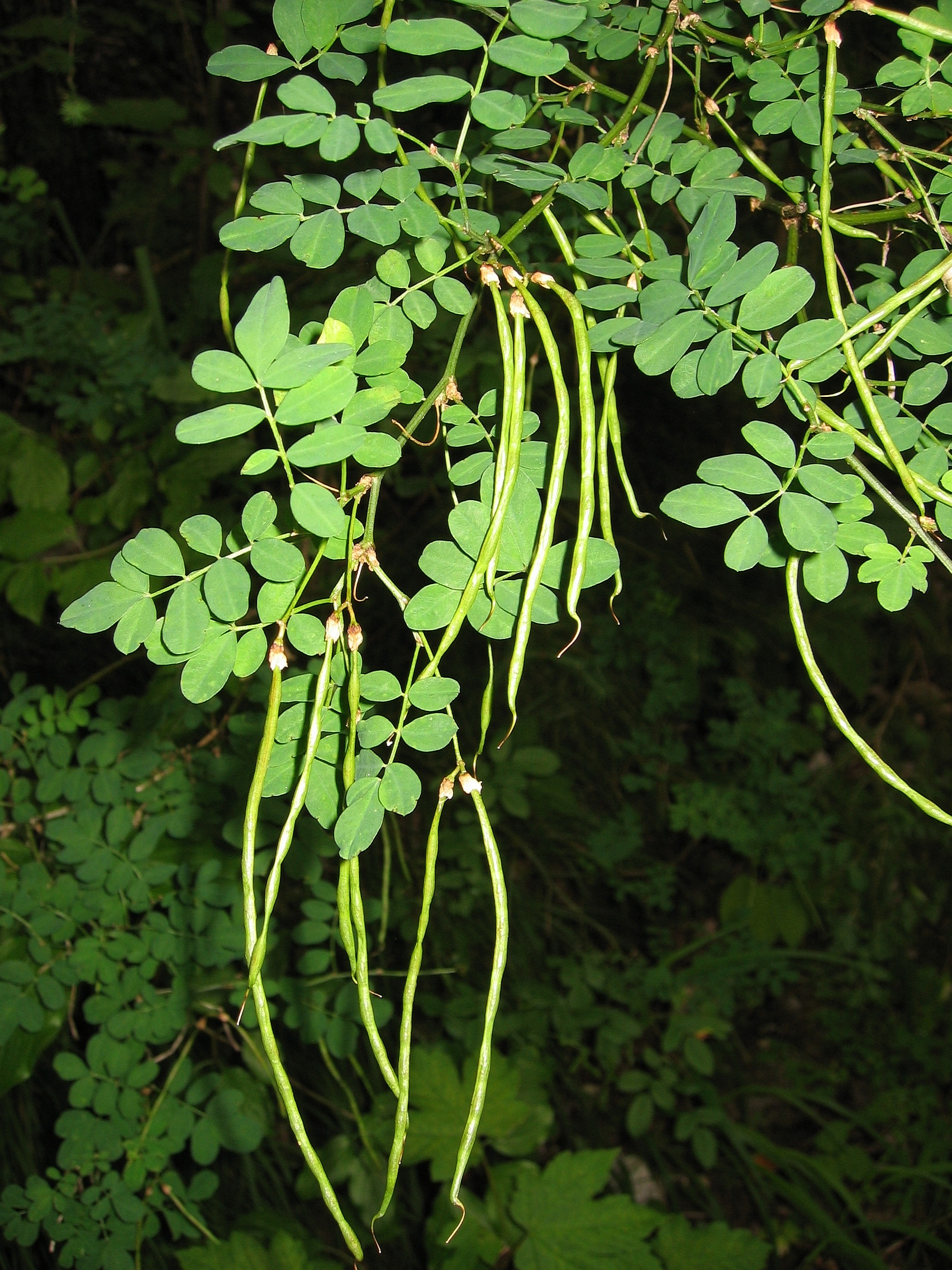
Hippocrepis emerus.